# Carmel Ecofresh
Die Carmel Ecofresh und die Carmel Bio-Top der Werft Estaleiros Navais de Viana do Castelo waren als Mehrzweckschiffe für den Transport von Kühlladung, Containern und Autos ausgelegt. Die Schwesterschiffe waren die größten bisher in Viana do Castelo gebauten Schiffe.

## Geschichte
Beide Schiffe, die von Experten auch als Hybridschiffe bezeichnet werden, entstanden 2003/04 für israelische Rechnung als Rio Alexander und Rio Yarkon nach dem Schiffsentwurf Flexcon 21 Reefer des Hamburger Ingenieurbüros Schiffko im Auftrag der Muenchmeyer Petersen Marine GmbH & Co KG (MPC), deren Finanzgruppe MPC Capital auch das Kapital von jeweils 39,06 Millionen Euro zum Bau der Schiffe einwarb.
Der Baubeginn beider Schiffe war der 25. Juli 2001, beide Kiellegungen erfolgten am 5. September 2001. Das Vorschiff der Rio Yarkon sowie die Deckshäuser beider Schiffe entstanden im Unterauftrag bei der Lübecker Flender-Werft. Während die Rio Alexander am 4. Februar 2003 zu Wasser gelassen wurde, folgte die Rio Yarkon am 31. August 2003. Die Ablieferung des als Rio Alexander gebauten Schiffes fand am 26. November 2003 als Carmel Ecofresh statt, die Rio Yarkon wurde am 15. März 2004 als Carmel Bio-Top an ihre Eigner übergeben.
Innerhalb einer über zwölf Jahre dauernden Charter wurden beide Schiffe von der staatlichen israelischen Agricultural Export Company (AGREXCO) zunächst im Frucht-, Blumen-, Pflanzen- und Containerdienst zwischen Ashdod, Haifa, Marseille, Valencia und Genua eingesetzt. Dort lösten sie die beiden 1972 gebauten, zum Abbruch verkauften und mit geringerer Container- und Kühlkapazität ausgestatteten, Kühlschiffe Carmel Topaz und Carmel Exotic ab. Ein Teil der Containerslots war an die dänische Reederei Maersk verchartert. Bereedert wurden beide Schiffe von der israelischen Ofer Ships Holding. Nach zwischenzeitlichem Verkauf und Umbenennung wurden beide Schiffe Mitte August 2017 in Alang zur Verschrottung gestrandet.

## Technische Einzelheiten
Die Schiffe besaßen umfangreiche Ladungseinrichtungen. Zum Ladungsumschlag verfügten die Schiffe über je zwei Kräne. Der mittschiffs angeordnete Kühlladeraum, dessen Beladung- und Entladung über zwei Seitenladeeinrichtungen erfolgte, hatte einen Rauminhalt von 5250 Kubikmeter (465.000 Kubikfuß). Er erstreckte sich über sechs Decks (zwei Decks über dem Hauptdeck) bis direkt unter die Wohneinrichtungen im Deckshaus, was zum charakteristischen Aussehen beitrug.

## Die Schiffe
| Carmel Ecofresh-Typ | Carmel Ecofresh-Typ | Carmel Ecofresh-Typ | Carmel Ecofresh-Typ                                 | Carmel Ecofresh-Typ                                                                                           |
| Bauname             | Baunummer           | IMO-Nummer          | Kiellegung Stapellauf Ablieferung                   | Umbenennungen und Verbleib                                                                                    |
| ------------------- | ------------------- | ------------------- | --------------------------------------------------- | --- |
| Rio Alexander       | 213                 | 9267534             | 5. September 2001 4. Februar 2003 26. November 2003 | Carmel Ecofresh (2003) → Cala Paradiso (2011) → Magellan Strait (2013) → Ellan (2017) → 2017 Abbruch in Alang |
| Rio Yarkon          | 214                 | 9267546             | 5. September 2001 31. August 2003 15. März 2004     | Carmel Bio-Top (2004) → Cala Pira (2011) → Messina Strait (2013) → Sina (2017) → 2017 Abbruch in Alang        |